# Јапански носачи авиона класе Зуихо
Бродови класе Зуихо су били јапански лаки носачи авиона коришћени у Другом светском рату. Првобитно су изграђени као бродови базе за подморнице, да би пре почетка рата на Пацифику били преправљени у носаче авиона.

## Историја
Као одговор на прописани амерички оквир бродоградње, Јапан је разрадио поред официјелног програма градње бродова, и један у „сенци“. Он је предвиђао градњу војних и цивилних бродова, који у случају рата могу брзо да се преуреде у носаче авиона. По замисли Адмиралитета ти бродови би требало да обезбеде против-ваздушну одбрану десантних група бродова од напада базних авиона непријатеља као и да осигурају ваздушну подршку освојеном мостобрану. Сматрало се да је 25-30 авиона сасвим довољно за извршење тих задатака. За реализацију те концепције, у оквиру „другог дела програма за попуну флоте“ на доковима бродоградилишта у Јокосуки почела је градња два брода базе за подморнице. Добили су имема Цуругисаки и Такасаки. Бродови су грађени на основу брода базе за подморнице Тајгеи (види:носачи авиона Рјухо), но направљена су нека побољшања.
| Име               | Почетак градње    | Поринуће      | Примљен у флоту  | Преправка у носач авиона |
| ----------------- | ----------------- | ------------- | ---------------- | ------------------------ |
| Такасаки (Зуихо)  | 20. јун 1935.     | 19. јун 1936. | ---              | 27. децембар 1940.       |
| Цуругисаки (Шохо) | 3. децембар 1934. | 1. јун 1936.  | 15. јануар 1939. | 26. јануар 1942.         |

Нови бродови су имали стандардну тежину од 9.500 тона а пуну 13.000 тона. Два двотактна дизела снаге 56.000 КС осигуравала су брзину од 29 чвора. Наоружанње су чинили 2×2 универзална топа 127 mm и 6×2 против-авионска митраљеза 13 mm. Почетак рата у Европи и гомила покушаја употребе палубне авијације, а такође и прогресивно заоштравање односа са САД, Великом Британијом и Холандијом у рејону Тихог океана, принудили су Јапан да започне програм преправке одређених бродова у носаче авиона. Јануара 1940. године радови на броду Такасаки су прекинути и започели нови за његову преправку у носач авиона. Децембра исте године брод је уписан у списак Комбиноване флоте под именом Зуихо. Цуругисаки је изведен из активне службе новембра 1940. године и након завршетка преправке поново је уписан у списак Комбиноване флоте 26. јануара 1942. године као носач авиона Шохо.
По новом програму бродови су добили нове погонске уређаје, пошто су се двотактни дизели показали непоуздани. Цистерне за дизел су прилагођене за ношење авио-бензина. На бродовима су постављена по четири котла и две турбине, истих као и на разарачима класе Кагеро. Нови погонски уређаји су обезбеђивали максималну брзину од 28 чвора. Дизели су остављени да потхрањују електро-генераторе на помоћним уређајима. За њих је постављен мали димњак у крменом делу брода, а димњак за котлове на нафту постављен је на средини брода, оба на десном боку. Испод палубе се налазио хангар на једном нивоу, димензије 124 × 18 m, предвиђен за 30 авиона. Хангар се повезивао са палубом путем два лифта за авионе. Носачи авиона нису били оклопљени, али је труп у подводном делу имао против-подморничку заштиту, исту као и код тешких крстарица. Као локална заштита магацина и цистерни са авио-бензином, постављене су две преграде, које су биле издељене на много малих одељења и напуњена водом. Артиљеријско наоружање је чинило 4×2 универзална топа 127 mm и 4×2 против-авионска топа 25 mm. Бродови нису имали острвску надградњу. Пункт за управљање полетањем и командни мост налазили су се у предњем делу на десном боку, под полетном палубом. 

## Модернизација
Практично медернизацију за време ремонта, прошао је само носач авиона Зуихо. Након ремонта оштећења задобијених у бици код острва Санта Круз, брод је добио нове троцевне против-авионске топове од 25 mm. Палуба је продужена до 192,6 m, а тежина брода је нарасла на 11.290 тона. Током 1944. године број топова од 25 mm је повећан на 68, а мало пре операције ШО-1, носач је добио 6 уређаја са по 28 невођених пројектила 120 mm, распоређених на крми. У својо последњој бици, авио групу је чинило 12 А6М5а, 1 Б6Н и 4 Б5Н2.
- Тактичко-технички подаци носача авиона Зуихо:

|                            | Пре модернизације              | После модернизације           |
| -------------------------- | ------------------------------ | ----------------------------- |
| Стандардна тежина:         | 11.262 тона                    | 11.290 тона                   |
| Пуна тежина:               | 13.950 тона                    | 14.005 тона                   |
| Дужина:                    | 204,80 m                       | 204,80 m                      |
| Ширина:                    | 23 m                           | 23 m                          |
| Газ (средњи):              | 6,70 m                         | 6,70 m                        |
| Полетна палуба:            | 180×23                         | 192,60×23 m                   |
| Погон:                     | 4 котлова „Канпон“             | 4 котлова „Канпон“            |
| Снага:                     | 52.000 КС (2 парне турбине)    | 52.000 КС (2 парне турбине)   |
| Брзина:                    | 28 чворова                     | 28 чворова                    |
| Даљина пловљења:           | 7.8000 наутичких миља/18 чвора | 7.800 наутичких миља/18 чвора |
| Количина горива:           | 2.600 тона нафте               | 2.600 тона нафте              |
| Посада:                    | 785 људи                       | 850 људи                      |
| Универзална артиљерија:    | 4×2 топа 127                   | 4×2 топа 127                  |
| Противавионска артиљерија: | 4×2 25 mm                        | 16×3 топа 25                  |
| Авио-група:                | 27+3                           | 30                            |
| Ловци:                     | 12+2 А5М2                      | 21 А6М5а                      |
| Обрушавајући бомбардери:   | 15+1 Б5Н1                      | 6 Б5Н2                        |
| Торпедоносци:              | -                              | 3 Б6Н                         |

## Служба

### Шохо
Брод је почео да се користи пре него што је официјелно уписан у списак Комбиноване флоте. Почетком децембра брод се налазио у морнаричкој бази на острву Палау, где је осигуравао њену заштиту од напада из ваздуха, и ту је официјелно уврштен у Јужнофилипинску групу. Након тога, за време Индонезијске операције, носач авиона је за кратко укључен у источну групу адмирала Такахасија, но није имао додир са противником. Затим базира у Јапану. Дана, 24. априла 1942. године, Шохо стиже на атол Трук и 4. мај 1942. године полази на испуњење свог првог борбеног задатка - ваздушна подршка десантној групи „Порт Морезби“. За време операције „МО“, бродску авио-групу је чинило 6 А6М2, 4 А5М2 и 6 Б5Н1. Ујутро 7. маја 1942. године брод је нападнут од америчких авиона са носача авиона Лексингтон и Ентерпрајс и добија по различитим подацима од 11 до 13 погодака бомби од 227 килограма и до 7 торпедних погодака. У својој првој и последњој борби, посада ноцача авиона је оборила 6 америчких авиона. 

### Зуихо
Носач авиона Зуихо је уврштен 27. децембра 1940. године у састав 3. дивизије носача авиона Комбиноване флоте. Током лета 1941. године авиони бродске авио-групе су пребачени на носаче авиона и 1 ваздушне флоте, ради припрема за напад на Перл Харбор. До лета 1942. године се припремио састав нове авио-групе. Зуихо је укључен у борбени састав за операцију „МИ“, но не узима учешће у бици за Мидвеј, већ подржава десант на Алеутска острва. Августа 1942. године је пребачен у 1. дивизију носача авиона. Узима учешће у бици код Санта Круз острва, где је оштећен од авиона са америчког носача авиона Ентерпрајс. До априла 1943. године је на ремонту у бази Куре. Након тога се користи као авио-транспортер. Током марта 1944. године, поново је у саставу 3. дивизије носача авиона и узима учешће у бици у Филипинском мору, где губи скоро све своје авионе. Почетком јула исте године почиње формирање нове авио-групе, која октобра учествује у одбрани Формозе - данас Тајван, и трпи велике губитке у борби. Зуихо учествује у операцији „ШО-1” у саставу другог одреда Северне групе под командом вицеадмирала Озаве. Носач авиона Зуихо је потопљен 25. октобра 1944. године близу рта Енгано од америчких палубних авиона, који су га погодили са два торпеда и четири бомбе.

## Спољашње странице
- Носачи авиона класе Зуихо са voodoo.cz[мртва веза]
- Носачи авиона класе Зуихо[мртва веза] са warshipsww2.eu